# Max Scharping
Max Scharping (Green Bay, Wisconsin, 10 de agosto de 1996) es un jugador profesional estadounidense de fútbol americano que se desempeña en la posición de lineman en Cincinnati Bengals, equipo de la National Football League (NFL).

## Carrera
Fue seleccionado en la segunda ronda en la Reunión Anual de Selección de Jugadores de la NFL de 2019. Hizo su debut profesional con el equipo Houston Texans, en el cual jugó cuatro temporadas (2019-2022), luego pasó a Cincinnati Bengals, donde lleva jugando dos temporadas.